# متلازمة التأقلم في الفضاء
متلازمة التأقلم في الفضاء أو دوار الفضاء أو متلازمة التكيف الفضائي (بالإنجليزية: Space adaptation syndrome)‏ هي حالة يعاني منها حوالي نصف رواد الفضاء خلال الأيام الأولى من رحلتهم الفضائية بسبب انعدام الوزن في الفضاء. وتشمل أعراضها الصداع، الشعور بالضيق، التقيؤ، والدوار. تحدث الحالة عندما يكون هناك تناقض بين المدخلات البصرية والجهاز الدهليزي. وبعد حوالي ثلاثة أيام يبدأ الدماغ بالتكيف تلقائيا من خلال الاعتماد على المدخلات البصرية وحدها.